# Snowboard ai IX Giochi asiatici invernali - Big Air femminile
La gara del big air femminile si è svolta il 10 febbraio 2025 al Yabuli Ski Resort di Harbin, in Cina.

## Risultati
| Pos | Atleta          | Run 1 | Run 2 | Run 3 | Totale |
| --- | --------------- | ----- | ----- | ----- | ------ |
| 1   | Xiong Shirui    | 75.75 | 88.25 | DNI   | 164.00 |
| 2   | Zhang Xiaonan   | 78.00 | 78.75 | DNI   | 156.75 |
| 3   | Suzuka Ishimoto | 72.75 | 43.25 | 61.75 | 134.50 |
| 4   | Yu Seung-eun    | 70.75 | 48.50 | DNS   | 119.25 |
| 5   | Choi Seo-woo    | 31.00 | 40.00 | 45.25 | 85.25  |
| 6   | Lynn Abi Nader  | 15.00 | 24.75 | DNI   | 24.75  |
| —   | Kiara Morii     |       |       |       | DNS    |